# Лоредана Берте
Лореда̀на Бертѐ (на италиански: Loredana Bertè) (Баняра Калабра, 20 септември 1950 г.) е италианска певица и авторка на песни.
Тя е малката сестра на Мия Мартини, с която са родени на една и съща дата, но с три години разлика (Мия е родена през 1947 г.). Лоредана е една от най-значимите изпълнителки на италианската музикална сцена и е призната от пресата за една от най-представителните икони на италианската рок музика.
Изпълнителка, отличаваща се със силен и изразителен плътен глас, често обсъждана за сложните превратности в личния си живот. Има дълга музикална кариера, през която има записани повече от 200 песни, текстовете на 46 от които са написани от самата нея. Плочите и дисковете ѝ достигат 7 милиона продадени екземпляра, а 16 сингъла и 11 албума се класират в топ 20 на италианските класации.
Най-високото постижение на Лоредана в италианските класации за сингли е второто ѝ място с песента Non sono una signora на 15 октомври 1982 г., докато най-високото в класациите за албуми – второ място с Babybertè (през септември 2005 г.) и Amici non ne ho… ma amiche sì! (през април 2016 г.). Вторият от тях се изкачва до първо място за най-продавани плочи според данни на Федерацията на италианската музикална индустрия (FIMI) на 8 април 2016 г.
Най-добрите ѝ албуми от гледна точка на продажбите им са Traslocando (1982) и Jazz (1983), всеки един от които има продадени над 250 000 екземпляра. През 2012 г. месечното музикално списание „Ролинг Стоун“ обявява Traslocando (продуциран от Ивано Фосати) за най-добър албум, принадлежащ на жена в Италия. Албумът излиза на пазара през есента на 1982 г. – годината, в която според проучване на „Докса“ Берте е най-известната певица след Мина и Орнела Ванони.

## Биография

### Детство
Лоредана Берте е родена на 20 септември 1950 г. в Баняра Калабра точно три години след рождението на сестра си Мия Мартини (родена като Доменика Берте, наричана Мимѝ). Баща им, Джузепе Радамес Берте (р. 1921 г.), и майка им, Мария Салвина Дато (1925 – 2003), са преподаватели. Бащата е учител по латински и гръцки език и впоследствие директор, докато майката е основна учителка. Семейството се състои от четири дъщери: Леда (р. 1945), Доменика (1947 – 1995), Лоредана (р. 1950) и Оливия (р. 1958).
В продължение на много години певицата не споделя публично нищо за детството си. Година след смъртта на сестра си Мими Лоредана в обстойно интервю в нейна памет споделя за пръв път в списанието Oggi за семейната обстановка:
| „              | Татко и мама, и двамата родом от Калабрия, бяха преподаватели. Тогава живеехме в Порто Реканати, но всеки път, когато трябваше да ни ражда, мама хващаше влака и отиваше чак до Баняра Калабра у дома (тъй като по това време са ни раждали с помощта на акушерки); сетне се връщаше в Порто Реканати. Аз и Мими, като най-близки по възраст в семейството (Леда е много по-голяма, а Оливия е с осем години по-малка от мен), винаги бяхме заедно: непрестанно се разхождахме по градините, край морето (имахме къща точно на брега). Тя се възхищаваше на местните деца, които пишеха името ѝ по камъчетата и после ги хвърляха в нашата градина или я оставяха да ги намери по линията на прибоя, откъдето знаеха, че тя минава. Или ѝ издялкваха големи сърца по дърветата. Спокойствието обаче приключваше всеки път, щом входната вратата се затвореше. У дома обстановката бе непоносима – татко и мама се караха непрестанно, всеки път беше същинска трагедия. Защо ли? Бяхме твърде малки, за да разберем това. Татко си тръгна от вкъщи, когато бях на осем години (междувременно се бяхме преместили да живеем в Анкона) и повече не го видяхме. Обади ни се едва след двайсет години, за да предупреди Мими, която тогава бе издала плочата Padre davvero. […] През онези години единствените дни без кавги бяха когато Пиетро Нени, приятел на баща ми (кой знае по каква причина), оставаше всяка събота и неделя при нас. Спомням си сините му като езеро очи, спалнята, която майка ми приготвяше, червената завивка от копринен гайтан и как вечно ходех да го събуждам и да му нося кафе. В такива случаи родителите ни става същински светци. „Каква радост, да се надяваме, че по-често ще бъде така!“, казвахме си аз и Мими, която често трябваше да запее „Bandiera rossa“, докато се радвахме. […] Не, Мими не беше палава като дете: винаги аз бях заядливата, импулсивната и предизвикателната, а тя винаги бе мила и разсъдлива. Веднъж избяга от вкъщи, когато беше в средното училище, задето имаше четворка по английски. Намерих я в полицията след два дни, цялата в драскотини. Бе спала сред къпинените храсти, милата. Именно такъв бе ужасът да се покажем пред татко с лоша оценка, като се има предвид, че няколко дни преди това бе набил Леда за това, че е получила шестица (повтарям: шестица) по латински език – предмета, по който той преподаваше. Когато си тръгна, за мен сякаш бе умрял. | “ |
| Лоредана Берте | |   |

В интервю от май 2009 г. с Маурицио Бекер Берте заявява, че смъртта на Мия Мартини се дължи на психологическите проблеми, породени от именно тези трудности в детството.

## Дискография

### Студийни албуми
- 1974 – Streaking
- 1976 – Normale o super
- 1977 – TIR
- 1979 – Bandabertè
- 1980 – LoredanaBertE'
- 1981 – Made in Italy
- 1982 – Traslocando
- 1983 – Loreinedita
- 1983 – Jazz
- 1984 – Savoir faire
- 1985 – Carioca
- 1988 – Io
- 1993 – Ufficialmente dispersi
- 1997 – Un pettirosso da combattimento
- 2005 – Babybertè

### Сборни албуми
- 1986 – Fotografando… i miei successi
- 1991 – Best
- 1995 – Ufficialmente ritrovati
- 2008 – Bertilation

### Концертни албуми
- 1994 – Bertex – Ingresso libero
- 1998 – Decisamente Loredana
- 2007 – Babybertè Live 2007

### EP-та
- 2002 – Dimmi che mi ami
- 2009 – Lola & Angiolina Project

|  | Тази страница частично или изцяло представлява превод на страницата Loredana Bertè в Уикипедия на италиански. Оригиналният текст, както и този превод, са защитени от Лиценза „Криейтив Комънс – Признание – Споделяне на споделеното“, а за съдържание, създадено преди юни 2009 година – от Лиценза за свободна документация на ГНУ. Прегледайте историята на редакциите на оригиналната страница, както и на преводната страница, за да видите списъка на съавторите. ВАЖНО: Този шаблон се отнася единствено до авторските права върху съдържанието на статията. Добавянето му не отменя изискването да се посочват конкретни източници на твърденията, които да бъдат благонадеждни. |